# 甲虫螺亚科
甲虫螺亚科（學名：Cantharidinae）是生物分类学之下鐘螺科一個包括有非常小型到大型海螺的海洋腹足纲软体动物亞科。
根據2005年《布歇特和洛克羅伊的腹足類分類》，本亞科原是钟螺科草蓆鐘螺亞科之下的一個族，但於2010年獲提升至亞科級地位。

## 分類

### 屬
根據WoRMS，甲蟲螺亞科包括以下各個屬：
- Agagus Jousseaume, 1894
- Calliotrochus P. Fischer, 1879
- Calthalotia Iredale, 1929
- Cantharidella Pilsbry, 1889
- Cantharidoscops Galkin, 1955
- 甲虫螺属 Cantharidus Montfort, 1810[5]
- Clelandella Winckworth, 1932
- Gibbula Antoine Risso, 1826
- Jujubinus Monterosato, 1884[5]
- Kanekotrochus Habe, 1958
- Komaitrochus Kuroda & Iw. Taki, 1958
- Nanula Thiele, 1924
- Odontotrochus P. Fischer, 1880
- Osilinus Philippi, 1847
- Oxystele Philippi, 1847
- Phasianotrochus P. Fischer, 1885
- Phorcus Risso, 1826：又名Osilinus Philippi, 1847[5]
- Pictodiloma Habe, 1946
- Priotrochus P. Fischer, 1879
- Prothalotia Thiele, 1930
- Pseudotalopia Habe, 1961
- Thalotia Gray, 1847[5]
- Tosatrochus MacNeil, 1961
- Trochinella Iredale, 1937

異名
- Aphanotrochus Martens, 1880 : synonym of Priotrochus P. Fischer, 1879
- Elenchus Swainson, 1840 : synonym of 甲虫螺属 Montfort, 1810
- Korenia Friele, 1877: synonym of Gibbula Antoine Risso, 1826
- Limax Martyn, 1784: synonym of 甲虫螺属 Montfort, 1810
- Mawhero Marshall, 1998 : synonym of 甲虫螺属 Montfort, 1810
- Micrelenchus Finlay, 1926 : synonym of 甲虫螺属 Montfort, 1810
- Plumbelenchus Finlay, 1926 : synonym of 甲虫螺属 Montfort, 1810
- Scrobiculinus Monterosato, 1889 : synonym of Gibbula Antoine Risso, 1826
- Steromphala Gray, 1847: synonym of Gibbula Antoine Risso, 1826
- Strigosella Sacco, 1896 : synonym of Scrobiculinus Monterosato, 1889
- Trochocochlea Mörch, 1852 : synonym of Osilinus Philippi, 1847

## 外部連結
- 維基物種上的相關：甲虫螺亚科